# 9256 Tsukamoto
9256 Tsukamoto (1324 T-2) là một tiểu hành tinh vành đai chính.